# Euploea malindeva
Euploea malindeva är en fjärilsart som beskrevs av Waterhouse och Charles Lyell 1914. Euploea malindeva ingår i släktet Euploea och familjen praktfjärilar. Inga underarter finns listade i Catalogue of Life.